# Julien Baker
Julien Rose Baker (født 29. september 1995) er en amerikansk indie rocksanger og guitarist. Hendes musik er kendt for sin følelsesladene kvaliteter og konfessionel lyriske stil, samt rå og ærlige udforskninger af emner som kristendom, afhængighed, psykisk sygdom og menneskelig natur. Hun er i sin tid blevet nomineret til seks Grammy Award nomineringer og har vundet tre af nomineringer som et medlem af trio supergruppen Boygenius.
Baker er født og opvokset i forstaden Memphis, Tennessee, og udgav sit debutalbum Sprained Ankel (2015), mens hun var studerende ved Middle Tennessee State University. Albummet modtog kritisk anerkendelse og fremtrådte på flere top album lister fra 2015. Baker blev efterfølgende underskrevet til Matador Records og udgav sit andet studioalbum, Turn Out the Lights i 2017 for yderligere succes. Hendes tredje album, Little Oblivions (2021), omfavnede en mere "full-band" lyd og blev Baker's første Top 40-album på Billboard 200 listen.
1. ↑  Navnet er anført på svensk og stammer fra Wikidata hvor navnet endnu ikke findes på dansk.